# 쿠스코역
쿠스코역(스페인어: Cuzco)은 마드리드 지하철 10호선의 역이다. 테투안 구의 카스티예호스 지역과 차마르틴 구의 이스파노아메리카 지역에 걸쳐 있으며, 카스테야나 거리와 알베르토 알코세르 대로가 만나는 교차로 지하에 위치해 있다. 요금구역상으로는 A구역에 속한다.

## 역사
1982년 6월 10일 옛 8호선 구간의 일부로 문을 열었으며, 1998년 1월 22일 10호선 역으로 재편되었다.

## 환승 정보
역 주변에 시내버스 정류장이 네 곳 있다.
버스
- 시내버스
  - 5, 11, 27, 40, 147번 버스 (주간)
  - N22, N24번 버스 (야간)

지하철
| 마드리드 지하철                           | 마드리드 지하철        | 마드리드 지하철                      |
| ----------------------------------------- | ---------------------- | ------------------------------------ |
| 플라사 데 카스티야 오스피탈 인판타 소피아 | 마드리드 지하철 10호선 | 산티아고 베르나베우 푸에르타 델 수르 |